# Anikó Nagy
Anikó Nagy, född den 1 april 1970 i Sajószentpéter, Ungern, är en ungersk handbollsspelare.
Hon tog OS-brons i damernas turnering i samband med de olympiska handbollstävlingarna 1996 i Atlanta.
Hon tog även OS-silver i damernas turnering i samband med de olympiska handbollstävlingarna 2000 i Sydney.